# Abacoproeces saltuum
Abacoproeces saltuum là một loài nhện trong họ Linyphiidae. Chúng Nó được Ludwig Carl Christian Koch miêu tả năm 1872 và có nguồn gốc từ vùng Nam Siberia.